# Каменный поселковый совет (Вольнянский район)
Каменный поселковый совет (укр. Кам'яна селищна рада) — входит в состав
Вольнянского района
Запорожской области
Украины.
Административный центр поселкового совета находится в 
пгт Каменное.

## Населённые пункты совета
- пгт Каменное